# Projekt 885
Projekt 885 Jasen (russisch Ясень; deutsch „Esche“), NATO-Codename Graney, teilweise auch als Sewerodwinsk-Klasse bezeichnet, ist die modernste Klasse russischer U-Boote mit Nuklearantrieb.

## Entwicklung und Bau
Im Jahr 1977 erteilte die sowjetische Marine den Auftrag, eine neue U-Boot-Klasse als Nachfolger für die Boote des Projekts 671RTM Щука (Victor-III-Klasse) zu entwickeln. Mit der Planung des neuen U-Bootes wurde das Konstruktionsbüro Malachit (Малахит) in Leningrad beauftragt. Als Basis für das neue Boot diente der Entwurf des Projekts 971 (NATO-Codename Akula II). Nachdem die eigentliche Planung 1985 abgeschlossen war, wurde der Entwurf komplett überarbeitet. Die sowjetische Marine wünschte jetzt ein Mehrzweck-U-Boot mit Raketenbewaffnung. Nachdem der Entwurf überarbeitet wurde, begannen am 21. Dezember 1993 in der Sewmasch-Werft in Sewerodwinsk die Arbeiten am ersten Boot. Der Stapellauf dieses Bootes war für 1998 geplant. Infolge finanzieller Probleme der Werft wurden die Arbeiten im Jahr 1996 gestoppt. Erst im Jahr 2003 war die weitere Finanzierung für das Boot K560 Sewerodwinsk gesichert und die Arbeiten wurden weitergeführt. Während des Baustopps wie auch während der zweiten Bauphase wurden immer wieder Änderungen am Entwurf vorgenommen, so dass sich die Fertigstellung weiter verzögerte. Schließlich lief K560 nach 17 Jahren Bauzeit am 15. Juni 2010 vom Stapel. Die Seeerprobung begann nach weiteren Verzögerungen am 12. September 2011. Im Jahr 2011 erteilte die Russische Seekriegsflotte den Auftrag zum Bau von vier weiteren Booten. Am 26. November 2012 startete K560 erstmals einen Seezielflugkörper vom Typ P-800 Oniks. Am 17. Juni 2014 wurde K560 bei der Nordflotte in Dienst gestellt.
Der Bau eines Bootes dauert rund acht Jahre und die Kosten belaufen sich auf umgerechnet rund 3,5 Mrd. Dollar pro Boot. Aufgrund der langen Bauzeit und den hohen Kosten blieb die Anzahl der Boote vorerst auf sieben Einheiten beschränkt. Als kostengünstigere Alternative wurde in Russland mit der Planung der nächste Atom-U-Boot-Generation, dem Projekt 545 Laika (auch als Husky-Klasse bezeichnet) begonnen.

## Beschreibung

Seitenriss von Projekt 885.

Im Gegensatz zum Projekt 971 sind die Projekt-885-Boote Einhüllenboote. Die Bootshülle besteht aus niedermagnetischem Stahl und ist vermutlich in acht oder neun abgeschottete Abteilungen unterteilt. Das Boot verfügt über ein Bugsonar vom Typ MGK-600 Irtysch-Amfora mit sphärischer Auffassfähigkeit. Die Boote des Projekts 885 sollen erheblich leiser sein als die zweite Serie des Projekts 971. Zu ihren bedeutendsten Eigenschaften zählt die Raketenbewaffnung. Für diese sind zwischen Turm und Heck in zwei Reihen 8 vertikale Startmodule im Rumpf eingebaut. Jedes dieser Startmodule kann mit bis zu 3 Raketen bestückt werden. So können bis zu 24 Seeziel- oder Marschflugkörper an Bord mitgeführt werden.

## Technische Daten
- Sicherheitskammer für die gesamte Besatzung
- Bewaffnung:
  - Startbehälter: 8 Senkrechtstart-Module für Seezielflugkörper oder Marschflugkörper
    - Seezielflugkörper: 3M55 (P-800 Oniks) oder 3M54 (Kalibr); 3M22 Zirkon (geplant)
    - Marschflugkörper: S-10 Granat oder 3M14 (Kalibr)

  - Torpedorohre: 10 × 533 mm
    - Kampfsatz: 40 Torpedos SAET-60M, USET-80, UGST, WA-111 „Schkwal“, Minen, Raketen RPK-6 Wodopad oder Lenkwaffen 91R. Die Lenkwaffe ist eine Kombination aus einem Raketentreibsatz und einem U-Jagd-Torpedo APR-3ME oder MPT-1ME.
- Schiffssysteme (SONAR):
  - MGK-600 Irtysh-Amfora[1]

## Baulose
- Geplante Einheiten: 9

| Kennung      | Schiff       | Kiellegung        | Stapellauf        | Indienststellung  | Verbleib                            |
| Projekt 885  | Projekt 885  | Projekt 885       | Projekt 885       | Projekt 885       | Projekt 885                         |
| ------------ | ------------ | ----------------- | ----------------- | ----------------- | ----------------------------------- |
| K560         | Sewerodwinsk | 21. Dezember 1993 | 15. Juni 2010     | 17. Juni 2014     | aktiv, Nordflotte                   |
| Projekt 885M |              |                   |                   |                   |                                     |
| K561         | Kasan        | 24. Juli 2009     | 31. März 2017     | 7. Mai 2021       | aktiv, Nordflotte                   |
| K573         | Nowosibirsk  | 26. Juli 2013     | 25. Dezember 2019 | 21. Dezember 2021 | aktiv, Pazifikflotte                |
| K571         | Krasnojarsk  | 27. Juli 2014     | 30. Juli 2021     | 11. Dezember 2023 | aktiv, Pazifikflotte                |
| K564         | Archangelsk  | 19. März 2015     | 29. November 2023 | 27. Dezember 2024 | aktiv, Nordflotte                   |
|              | Perm         | 29. Juli 2016     | 27. März 2025     | geplant für 2026  | am 27. März 2025 zu Wasser gelassen |
|              | Uljanowsk    | 28. Juli 2017     |                   |                   | im Bau                              |
|              | Woronesch    | 20. Juli 2020     |                   |                   | im Bau                              |
|              | Wladiwostok  | 20. Juli 2020     |                   |                   | im Bau                              |